# Ла Туше, Джон Дэвид Дигье
Джон Дэвид Дигье Ла Туше (1861—1935) — ирландский орнитолог, натуралист и зоолог.

## Биография
Семья Ла Туше происходила из гугенотов, однако Джон Дэвид Дигье Ла Туше получил образование в аббатстве Даунсайд, недалеко от Бата. Служил таможенным чиновником в Китае и жил там с 1882 по 1921 год. Работая в Китае, орнитолог провел множество наблюдений и собрал коллекции местных птиц. После отставки он перебрался в Ирландию. Жил в Дублине, а позже — в графстве Уиклоу.

## Почести
В честь учёного названы вид летучих мышей Tadarida latouchei и вид змей из Китая Opisthotropis latouchii.

## Работы
- Further Notes on the Birds of the Province of Fohkien in South-east China (1917)